# حكومة رياض الصلح الرابعة
الحكومة اللبنانية السابعة بعد الاستقلال، والسابعة بعهد الرئيس بشارة الخوري، وهي رابع حكومة يترأسها رياض الصلح. شكلت الحكومة بموجب المرسوم رقم 9253 بتاريخ 7 حزيران / يونيو 1947، ونالت الوزارة الثقة بالإجماع وامتناع 2، واستقالت بتاريخ 26 تموز / يوليو 1948.

## أعضاء الحكومة
- رياض الصلح رئيساً لمجلس الوزراء.
- غبريال المر نائباً لرئيس مجلس الوزراء ووزيراً للأشغال العامة.
- سليمان نوفل وزيراً للاقتصاد الوطني ووزيراً للزراعة.
- مجيد أرسلان وزيراً للبرق والبريد ووزيراً للدفاع الوطني.
- حميد فرنجية وزيراً للتربية الوطنية ووزيراً للخارجية والمغتربين.
- كميل شمعون وزيراً للداخلية ووزيراً للصحة والإسعاف العام.
- أحمد الحسيني وزيراً للعدلية.
- محمد العبود وزيراً للمالية.

### تعديلات حكومية
في 19 أيار / مايو 1948 خرج كميل شمعون من الحكومة، وتم تعيين رئيس الحكومة رياض الصلح وزيراً للداخلية، وتعيين مجيد أرسلان وزيراً للصحة والإسعاف العام بالإضافة لعمله.

## وصلات خارجية
- موقع رئاسة مجلس الوزراء الرسمي